# Eva Kovač
Eva Kovač, slovenska psihologinja, * 1986
deluje na podorčju psihologije športa in sodeluje z različnimi športniki, s katerimi ji izziv delati, ker so po njenem mnenju zelo motivirani. Ukvarja se tudi s psihologijo dela in na podrčju obvaldovanja psihosocialnih tveganj in dobrega počutja zaposlenih ter razvoja talentov.

## Delo
Opozarja in zagovarja pomen duševnega zdravja med športniki (in splošno populacijo), ki je pogosto spregledano in stigmatizirano: “Mislimo, da športniki, ki so navzven samozavestni in nasmejani, ne morejo imeti težav, ampak pogosto je to le krinka. Številni pravijo, da so ogromno energije porabili ravno za to, da so prikrili svoje stiske,” .
Sodelovala je na različnih raziskovalnih projektih in na področju psihologije športa. Leta 2012 je bila raziskovalka na Fakuleti za šport na projektu Biopsihosocialni dejavniki uspešne rehabilitacije športnika po poškodbi.  V času COVID pandemije je sodelovala na novinarskih konferencah Vlade RS z nasveti glede soočenja z epidemijo koronavirusne bolezni.